# 라디오가 좋아요
라디오가 좋아요는 KBS 해피FM에서 방송했던 라디오 프로그램이다.
2000년 5월 1일에 첫방송을 시작해 역대로 방송 분량과 DJ가 변경되어 방송됐으나 2004년 10월 17일 방송을 마지막으로 4년만에 폐지되었다.

## 역대 방송시간
| 방송 채널  | 방송 기간                           | 방송 시간               |
| ---------- | ----------------------------------- | ----------------------- |
| KBS 해피FM | 2000년 5월 1일 ~ 2001년 4월 8일     | 매일 밤 8:05 ~ 밤 10:00 |
| KBS 해피FM | 2001년 10월 15일 ~ 2002년 10월 20일 | 매일 밤 8:05 ~ 밤 10:00 |
| KBS 해피FM | 2003년 6월 2일 ~ 2004년 10월 17일   | 매일 밤 8:05 ~ 밤 10:00 |
| KBS 해피FM | 2001년 4월 9일 ~ 2001년 10월 14일   | 매일 밤 8:05 ~ 밤 9:45  |
| KBS 해피FM | 2002년 10월 21일 ~ 2003년 6월 1일   | 매일 밤 8:10 ~ 밤 10:00 |

## 역대 DJ
- 2000년 5월 1일 ~ 2001년 7월 8일 : 홍경인
- 2001년 7월 9일 ~ 2003년 7월 13일 : 표인봉, 이동우
- 2003년 7월 14일 ~ 2003년 11월 2일 : 이동우, 별
- 2003년 11월 3일 ~ 2004년 10월 17일 : 자두